# Samuel Rawson Gardiner
Samuel Rawson Gardiner, född den 4 mars 1829 i Ropley (grevskapet Hampshire), , död den 23 februari 1902 i Sevenoaks (invid London), var en engelsk hävdatecknare.
Gardiner, som tillhörde en släkt, som räknade sina anor upp till Oliver Cromwells son Henry, studerade i Oxford, men avbröt sin akademiska bana 1853, då han slöt sig till irvingianernas religionssamfund (han tillhörde det ett tjugotal år och var sedan 1855 gift med en dotter till dess stiftare, Henry Irving). Åren 1871-85 var Gardiner professor vid King's college i London samt deltog 1880-94 livligt som föreläsare i den från Londonuniversitetet utgående universitetsutvidgningsrörelsen.
Tidtals tjänstgjorde han även 1886-1901 som examinator i historia dels vid Oxfords, dels vid Londons universitet, men avböjde 1894 den efter Froude lediga och honom av Rosebery erbjudna historieprofessuren i Oxford. År 1887 blev han hedersdoktor i Göttingen och 1895 juris doktor i Oxford. Från 1891 till våren 1901 var han utgivare av "English Historical Review".
Redan på 1850-talet grep sig Gardiner an med sitt livsarbete, en mycket omfattande och på minutiöst noggrann källforskning grundad och med sällspord opartiskhet utförd framställning av Englands politiska historia 1603-1660. De första delarna av detta stora arbete (tiden 1603-1616) utkom 1863, och 1883 hade han hunnit fram till inbördeskrigets utbrott 1642, varpå de under olika titlar utkomna volymerna samlades till History of England from the Accession of James I to the Outbreak of the Great Civil War, 1603-1642 (10 band, 1883-84).
Till detta arbete sluter sig History of the Great Civil War, 1642-1649 (4 band, 1886-94) och History of the Commonwealth and Protectorate (3 band, 1894-1901). Vid sin död hade Gardiner inte hunnit slutföra planen, utan framställningen stannar med året 1656; arbetets fullbordande övertogs av hans lärjunge Firth.
Gardiners forskningar om de båda första Stuartarnas och Cromwells tid är grundläggande för modern vetenskaplig uppfattning av denna period i Englands historia. Hans framställningsmetod har kallats "frivilligt opersonlig" och verkar i de första delarna kanske något kylig, men lyckas förträffligt utreda sakförhållandena och framhäva de väsentliga idéströmningarna.
Bland Gardiners smärre arbeten om samma tidsperiod märks The first two Stuarts and the Puritan Revolution (1876), What Gunpowder Plot was (1897), Cromwell's Place in History (samma år) och den personligare och livfullare än hans övriga arbeten skrivna biografin Oliver Cromwell (1899; ny upplaga 1901). Dessutom utgav han flera urkundspublikationer och samlade de främsta källorna till engelska revolutionens författningshistoria i Constitulional Documents of the Puritan Revolution 1628-1660 (1889; 2:a upplagan 1899).
I samband med sin lärarverksamhet utgav Gardiner bland annat översiktsarbetet The Thirty Years' War (i serien "Epochs of modern history", 1874), handboken A Student's History of England (3 band, 1890-92) och den historiska inledningen i den av honom och James Bass Mullinger gemensamt utgivna källöversikten Introduction to the Study of English History (1881; 3:e upplagan 1894).
Genom sina banbrytande arbeten om Stuartarnas och Cromwells tid - "han fann denna tids hävder som en legend och lämnade dem ifrån sig som historia", säger York Powell - blev Gardiner sin samtids främste engelske hävdatecknare, och han utövade stort inflytande på den engelska historieskrivningens utveckling till större metodisk skärpa och grundlighet.